# Molenplein (Nijkerk)
Het Molenplein is een plein in Nijkerk. Het plein ligt aan de autovrije Vetkamp, overgaand in de Oosterstraat, in het verlengde van de Singel.  
Aan de noordoostzijde van het plein ligt het grotendeels overdekte winkelcentrum Oosterpoort. Vanuit de Oosterpoort is de  parkeergarage onder het plein bereikbaar. De bebouwing van het Molenplein bestaat bestaat aan de zuidoostzijde uit pakhuisgevels. Deze karakteristieke gevels verwijzen naar de achttiende-eeuwse tabakspakhuizen die hier ooit stonden. Het plein wordt aan de zuidwestzijde afgesloten door de Eierhal. Onder het plein is parkeergarage met ca. 300 parkeerplaatsen. De voetgangersuitgang daarvan bevindt in het hart van de Oosterpoort. 
De gerenoveerde historische eierhal werd na demontage en restauratie in 2015 weer opgebouwd. 
Het plein is ingericht om de cultuurhistorische ontwikkeling en de economische geschiedenis van Nijkerk te benadrukken.
Tot 2008 stond de stenen onderbouw van de Oostermolen op het Molenplein. De bovenbouw van deze stellingmolen brandde in de nacht van 6 op 7 oktober 1920 af door overwaaiend vuur vanaf de eierhal. In de jaren negentig van de twintigste eeuw kreeg de stenen onderbouw de status van gemeentelijk monument. Ondanks protesten werd de romp van de molen in 2008 gesloopt.

## Kunstwerken
Midden op het plein staat het  beeld Recht op de wind, gemaakt door beeldend kunstenaar en landschapsontwerper Alice Helenklaken. In 1357 had de Hertog van Gelre aan Reyner van Aller het recht van wind aan Nijkerk gegeven, waardoor een molen mocht worden gebouwd. Het beeld van 2.50 meter symboliseert de Oostermolen waarnaar het plein is genoemd. De rok van de vrouwenfiguur is een achthoek zoals de voet van de molen en de armen vangen als wieken de wind. De vrouw draagt een oorspronkelijk Nijkerks kapje. 
Voor de hal liggen kunstwerken in de vorm van enorme eieren als icoon voor de historische eierhal. De eieren zijn eveneens ontworpen door Alice Helenklaken en worden gebruikt als speelobject.
De vijftien bomen aan de Oosterstraat langs het plein verwijzen naar de vijftien dorpen en steden aan de Zuiderzeestraatweg. Het is een symbolische getuigenis van de zogenaamde hongerroute tijdens de Tweede Wereldoorlog. De vele mensen die omkwamen op de hongertochten worden herinnerd met de zitplaatsen rond de bomen. Op de hardstenen bankjes zijn de afstanden langs de route tussen de dorpen uitgehouwen.